# 高木圭介
高木 圭介（たかぎ けいすけ、1969年(昭和44年)6月4日 - ）は、ラテ欄研究家、ライター、コラムニスト。

## 人物
- 神奈川県川崎市出身。
- 血液型はB型、身長170cm 体重90kg。

## 来歴
小学生時代より、地元の図書館に通い新聞縮刷版を読むのが趣味。 昭和期のラテ欄に関する謎の知識欲に溢れ、大抵のテレビ番組はタイトルを聞いただけで、その年代と放送局を言い当てられる。
その特技を活かし、『テレビ欄学』(東京スポーツ新聞社)・『昭和テレビ探偵団』(デイリースポーツWeb版)など を過去連載コラムを持ち、現在ではスポーツニッポン新聞社発行の『週刊・部長島耕作』で 『平成テレビ欄・タテ読みヨコ読みナナメ読み』を連載。 2019年1月には著書『ラテ欄で見る昭和』(マイウェイ出版)を発売。
自身も東京スポーツ新聞社に1993年入社し、スポーツ紙記者、デスクとして21年のキャリアを積んだ（2014年9月退社）。
ほか、少年時代からの新聞縮刷版好きが高じて、 誰もが忘れようとしているB級ニュースや珍事件、小ネタを日夜研究。 また、映画やテレビ番組等を題材の中心としたコラム『高木マニア堂』を500本以上も執筆。 古き昭和の青春ドラマ、刑事ドラマ、時代劇、バラエティ番組、特撮モノ、アニメ、海外作品から、 忘れ去られたマイナー映画など幅広いジャンルに対応。ロケ地などの風景の変化、台詞や小道具などの違いから現代社会との世相風俗の差などを研究する。 
『巨人の星』や『タイガーマスク』など梶原一騎原作作品や、 昭和30年代の『月光仮面』以来、『ウルトラマン』や『仮面ライダー』等の国産特撮作品にも造詣が深い。

## テレビ・ラジオ出演
- 2004年 - 2006年 CS・サムライTV「新日本プロレス中継」 - 解説者
- 2004年 - CS・サムライTV「生でGONG×2」 - ゲスト解説
- 2005年 - CS・サムライTV「Sアリーナ」 - ゲスト解説
- 2006年 - CS・サムライTV「ニュース侍!」 - ゲスト解説
- 2004年 - 2006年 CS・サムライTV「闘魂ネットワーク」 - ゲスト解説
- 2010年 - ニッポン放送「三宅裕司 サンデーヒットパラダイス」 - 「巨人の星」 研究家として
- 2010年 - ラジオ日本「真夜中のハーリー＆レイス」 - ケンドーカシン出演の特別立会人
- 2010年 - 清野茂樹のプロレス夜話　Vol.2  - 解説者
- 2013年 - ファイティングエイド in 大館 - 場内生実況・解説者
- 2014年 - ファイティングエイド in 小牧 - 場内生実況・解説者
- 2014年 - テレビ朝日「中居正広のミになる図書館」
- 2017年 - フジテレビFNS27時間テレビ
- 2019年 - ニッポン放送「土屋礼央 レオなるど」

## 連載
- 2006年 - 2013年 東スポ芸能サイト「高木マニア堂」
- 2007年 - 2009年 東スポプロレス＆格闘技サイト「プロレスマニア堂」
- 2007年 - 2009年 東京スポーツ「坂口征二　格斗半世紀」※構成
- 2009年 - 2010年 東京スポーツ「テレビ欄学」
- 2010年 - 2014年 東京スポーツ「東スポお宝写真館」
- 2011年 - 2012年 東京スポーツ「世界の珍ニュース」
- 2011年 - 2014年 東京スポーツ「20世紀TV」
- 2012年 - 2013年 東京スポーツ「勝手にドーナツ盤」
- 2012年 - 2013年 東京スポーツ「永田克彦の年齢に負けないトレーニング」 - 構成
- 2013年 - 東京スポーツ「プロレスのつぼ」
- 2015年 - ファイティングエイド in あみゆ博
- 2015年 - 2016年 スポーツニッポン「週刊キャプテン」連載コラム“キャプテン名言集”
- 2015年 - デイリースポーツ（WEB版）「昭和テレビ探偵団」
- 2018年 - 2019年 スポーツニッポン「週刊・部長島耕作」内コーナー“平成テレビ欄・タテ読みヨコ読みナナメ読み”
- 2018年 - 2019年 スポーツニッポン「週刊ブラック・ジャック」週刊コラム“B・J”雑記帳
- 2018年 - 2019年 デイリースポーツ「高木圭介のタイムスリップTV欄」コラム - 月一回
- 2019年 - デイリースポーツ『高木圭介のプロレスのつぼ」コラム - 月一回
- 2020年 - 日本レスリング協会・公式HP「担当記者が見たレスリング」コラム
- 2020年 - 2021年 スポーツニッポン「週刊ダービージョッキー」
- 2020年 - 文藝春秋・文春オンライン「Number WEB」内連載企画“物見遊山”[2]
- 2022年 - マイナビ転職（WEB版）「介護の未来ラボ」“今日は何の日?”[1]

## その他
- 2014年 - ベースボール・マガジン社「闘魂三銃士30年」 - 構成担当
- 2015年 - 辰巳出版「革命終焉」（天龍源一郎・嶋田まき代・嶋田紋奈 共著） - 編集担当
- 2017年 - ベースボール・マガジン社「新日本プロレス・外道選手自伝〜To Be The 外道“レヴェルが違う！”生き残り術〜」 - 構成担当
- 2019年 - マイウェイ出版「ラテ欄で見る昭和」 - 監修
- 2019年 - 宝島社「プロレスまみれ」（井上章一 著） - データ協力
- 2022年 - ベースボール・マガジン社「新日本プロレス50周年物語 - 」第2巻“平成繁栄期”